# NGC 7782
NGC 7782 ist eine Spiralgalaxie mit aktivem Galaxienkern vom Hubble-Typ Sb im Sternbild Fische auf der Ekliptik. Sie ist schätzungsweise 246 Millionen Lichtjahre von der Milchstraße entfernt und hat einen Durchmesser von etwa 160.000 Lichtjahren.  

Im selben Himmelsareal befinden sich u. a. die Galaxien NGC 7778, NGC 7779, NGC 7780, NGC 7781.
Die Typ-Ia-Supernova SN 2003gl wurde hier beobachtet.
Das Objekt wurde am 12. November 1784 von Wilhelm Herschel entdeckt.